# Threads (social network)
Threads è un social media e rete sociale statunitense, posseduta e gestita da Meta Platforms. Si tratta di un servizio dedicato al microblogging, simile a Twitter, e permette ai propri utenti di pubblicare e condividere testo, immagini e video, rispondere, ripubblicare e mettere mi piace ai post altrui.
Dopo solo un giorno dal suo lancio, il social network ha raggiunto 70 milioni di utenti registrati; nei primi mesi è stato reso disponibile solo su iOS e Android negli Stati Uniti e altri 99 Paesi, a esclusione di quelli membri dell’Unione europea; dal 14 dicembre dello stesso anno, l'applicazione e l'accesso via web sono stati resi disponibili anche nei paesi UE.
L'applicazione è collegata ad Instagram: per registrarsi, infatti, è necessario possedere un account Instagram, mantenendo lo stesso nome utente di quest’ultimo.
Threads è stata annunciata il 4 luglio 2023, con la possibilità di preordinarla due giorni prima del suo rilascio. Di fatto, è stata lanciata ufficialmente il 5 luglio in 100 Paesi del mondo; l'Unione europea, tuttavia, ha iniziato a usarlo dal 14 dicembre 2023. Threads è stata fin da subito oscurata anche in Iran, nonostante i numerosi profili creati sull'app provenienti dall'area.
Nel giro di poche ore dal lancio, Threads ha accumulato circa 7 milioni di utenti e 30 milioni di download, battendo così il precedente record di ChatGPT. Lo stesso giorno, inoltre, Twitter ha minacciato un contenzioso contro Meta Platforms, sostenendo che la società abbia usato segreti commerciali e proprietà intellettuali per sviluppare il servizio.

## Storia e sviluppo
Elon Musk ha acquisito Twitter nell'ottobre 2022 e ha annunciato modifiche controverse alle sue politiche di moderazione dei contenuti. Questi cambiamenti hanno spinto molti utenti a cercare servizi di microblogging alternativi come Mastodon, Tumblr e Hive Social, tutti e tre i quali hanno registrato una rapida crescita degli utenti. Nel novembre 2022, i dipendenti di Meta hanno fatto un brainstorming su come sfruttare questa dinamica creando una nuova alternativa a Twitter. Hanno discusso di trasformare Instagram Notes, un'imminente funzionalità basata su testo progettata per Instagram, in un'app separata. Lo sviluppo su Threads è iniziato nel gennaio 2023. Moneycontrol ha ottenuto informazioni sull'app, allora con il nome in codice "P92", a marzo. Nel giugno 2023, The Verge ha pubblicato i dettagli di un incontro interno a livello aziendale presso Meta Platforms in cui si discuteva del "Progetto 92", descritto dal chief product officer di Meta Platforms Chris Cox come la "risposta dell'azienda a Twitter". Secondo quanto riferito, la società aveva già celebrità come DJ Slime impegnate a utilizzare l'app ed era in trattative con Oprah Winfrey e il Dalai Lama.
Ulteriori dettagli sono emersi su Instagram Threads a luglio, quando lo sviluppatore Alessandro Paluzzi ha twittato che Project 92 era stato rilasciato sul Google Play Store come Threads. L'app è stata rimossa diverse ore dopo, ma Paluzzi ha pubblicato diversi screenshot delle funzionalità dell'app. Il 3 luglio, Threads è apparso sull'App Store di Apple con una data di rilascio del 6 luglio. La presentazione di Threads è arrivata tra le modifiche al numero di tweet che possono essere visualizzati al giorno. È stato anche scoperto un sito Web ufficiale su threads.net, con un conto alla rovescia per il lancio del servizio e collegamenti per scaricare le app del servizio. Il conto alla rovescia è saltato al 5 luglio alle 19:00. EDT. in 100 paesi; escludendo l'Unione Europea poiché Meta è in attesa di chiarimenti da parte delle autorità di regolamentazione "tra l'incertezza normativa sull'uso dei dati personali da parte del servizio". e milioni di altri iraniani hanno creato account su di esso.
In poche ore, Threads ha accumulato due milioni di utenti, seguiti da cinque milioni di utenti. Dopo un giorno, l'app è stata scaricata trenta milioni di volte, diventando l'app scaricata più rapidamente e superando il record stabilito da ChatGPT. Lo stesso giorno, gli avvocati di Twitter hanno minacciato un contenzioso contro Meta Platforms, sostenendo che la società ha utilizzato segreti commerciali e proprietà intellettuali per sviluppare l'app.

## Funzionalità e caratteristiche
Progettato come piattaforma per conversazioni e condivisione in tempo reale, Threads mira a fornire agli utenti un'esperienza simile a Twitter, puntando sui post e alle conversazioni basate su testo e immagini. Ogni post può contenere fino a 500 caratteri di testo e 5 minuti di video.

### Profili
I profili Threads sono collegati con quelli di Instagram. Viene condiviso infatti lo stesso nome utente, nome e immagine di profilo, con la possibilità di modificarli solo tramite Instagram. Gli utenti possono anche visualizzare su Instagram gli utenti seguiti registrati a Threads, in modo da poterli seguire automaticamente una volta creato un account.

### Fediverso
All'inizio del 2024 Threads ha iniziato ad adottare in via sperimentale il protocollo ActivityPub, così da permettere ai propri post di essere visibili nelle piattaforme del fediverso che usano il protocollo. Un gruppo di amministratori di diversi server del fediverso, aderenti alla campagna "Fedipact", ha espresso dubbi riguardo a questa adozione, nel timore che Meta possa adottare una politica "abbraccia, estendi ed estingui", o che la moderazione possa essere insufficiente a proteggere le comunità marginalizzate da post minacciosi o contenenti abusi.

## Disponibilità
Come la maggior parte dei servizi di social network, Threads è offerto tramite client mobili nativi per le piattaforme iOS di Apple e Android di Google e anche in versione web.
Dal 14 dicembre 2023 è attivo in Italia e in tutta l'Unione europea.

## Controversie
Threads ha ricevuto alcune critiche per il suo collegamento agli account Instagram; di conseguenza per eliminare un account Threads si deve eliminare anche quello Instagram. Adam Mosseri, l'amministratore delegato di Instagram, ha pubblicato su Threads un post che afferma che si sta cercando un modo per eliminare i due account separatamente; tuttavia è stato dichiarato che si può disattivare un account Threads, andando così a nasconderne i contenuti, privatizzare il profilo ed eliminare i singoli post di Threads senza eliminare l'account Instagram. Da febbraio 2024, gli account Threads possono essere disattivati o eliminati separatamente dall'account Instagram, senza che ciò influisca su quest'ultimo.